# Теменуга (област Кърджали)
Вижте пояснителната страница за други значения на Теменуга.
Темену̀га е село в Южна България, община Ардино, област Кърджали.

## География
| Население по години | Население по години |
| ------------------- | ------------------- |
| 1934 г.             | 276 души            |
| 1946 г.             | 329 души            |
| 1956 г.             | 372 души            |
| 1975 г.             | 419 души            |
| 1985 г.             | 319 души            |
| 1992 г.             | 140 души            |
| 2001 г.             | 42 души             |
| 2011 г.             | 15 души             |
| 2019 г.             | 54 души             |

Село Теменуга се намира в най-източната част на Западните Родопи, на 5 – 10 km западно от границата им с Източните Родопи, на около 22 km югозападно от Кърджали и 7 km юг-югоизточно от Ардино. Разположено е на около 2 km изток-североизточно от връх Аладà (1241 м), по южния склон на продълговатото възвишение, северно покрай което е долината на Джебелска река.
Близките до Теменуга околни села са северозападно Гърбище на около 3 km, североизточно Мак на 2 – 3 km, югоизточно Рожденско на около километър и Контил на 2 – 3 km. Път свързва Теменуга на юг с Рожденско, а на север – през Гърбище с третокласния републикански път III-5082 (Джебел – Ардино).

## История
Селото – до 1981 г. с име Менекшѐ – е в България от 1912 г. Преименувано е на Теменуга с указ № 409, обнародван на 27 март 1981 г.
По данни към 31 декември 1934 г., село Менекше се състои от махалите Божево (Джами махле), Горненци (Юкари махле), Руец (Курталар), Рупе (Хатиплер) и Юте ямач.

## Население
Преброяване на населението през 2011 г.
Численост и дял на етническите групи според преброяването на населението през 2011 г.:
|                     | Численост | Дял (в %) |
| Общо                | 15        | 100,00    |
| Българи             | 0         | 0,00      |
| Турци               | 15        | 100,00    |
| Цигани              | 0         | 0,00      |
| Други               | 0         | 0,00      |
| Не се самоопределят | 0         | 0,00      |
| Неотговорили        | 0         | 0,00      |

## Религии
Изповядваната в село Теменуга религия е ислям.

## Обществени институции
Село Теменуга към 2020 г. е център на кметство Теменуга.
Молитвеният дом в село Теменуга е джамия.